# Marseilles (Illinois)
Marseilles es una ciudad ubicada en el condado de LaSalle en el estado estadounidense de Illinois. En el Censo de 2010 tenía una población de 5094 habitantes y una densidad poblacional de 213,6 personas por km².

## Geografía
Marseilles se encuentra ubicada en las coordenadas 41°16′35″N 88°40′43″O / 41.27639, -88.67861. Según la Oficina del Censo de los Estados Unidos, Marseilles tiene una superficie total de 23.85 km², de la cual 22.59 km² corresponden a tierra firme y (5.28%) 1.26 km² es agua.

## Demografía
Según el censo de 2010, había 5094 personas residiendo en Marseilles. La densidad de población era de 213,6 hab./km². De los 5094 habitantes, Marseilles estaba compuesto por el 96.17% blancos, el 0.35% eran afroamericanos, el 0.39% eran amerindios, el 0.45% eran asiáticos, el 0.02% eran isleños del Pacífico, el 1.43% eran de otras razas y el 1.18% pertenecían a dos o más razas. Del total de la población el 5.58% eran hispanos o latinos de cualquier raza.